# Apaté
Dans la mythologie grecque, Apaté (en grec ancien Ἀπάτη / Apátê) est une déesse grecque mineure. Elle est une fille de Nyx et la personnification de la duperie, de la perfidie, de la fraude, de la déception, de la tromperie et de la malhonnêteté.
Elle est apparentée à Fraus dans la mythologie romaine.
Son équivalent masculin est Dolos, personnification de la supercherie et de la ruse. Elle est également accompagnée des Pseudologoi, les Mensonges.
Son opposée est Alètheia, la Vérité.
Elle est l'un des maux contenus dans la boîte de Pandore.
Διὸς ἀπάτη / Diòs apátê désigne la duperie de Zeus par Héra, scène figurant au chant XIV de l’Iliade.

## Sources
- Cicéron, De natura deorum [détail des éditions] [lire en ligne] (III,17).
- Hésiode, Théogonie [détail des éditions] [lire en ligne] (v. 211 et 224).
- Nonnos de Panopolis, Dionysiaques [détail des éditions] [lire en ligne] (VIII, 110).